# Brent (burg)
Brent este un burg londonez în nord-vestul Londrei.